# Măriuța, Călărași
Măriuța este un sat în comuna Belciugatele din județul Călărași, Muntenia, România. La recensământul din 2002 avea o populație de 630 locuitori. Biserica ortodoxă cu hramul „Sf. Mucenic Gheorghe” datează din 1865 și este monument istoric (cod:CL-II-m-B-14693).
 Acest articol despre o localitate din județul Călărași este deocamdată un ciot. Puteți ajuta Wikipedia prin completarea lui.